# Грийнвил (Южна Каролина)
Вижте пояснителната страница за други значения на Грийнвил.
Грийнвил (на английски: Greenville) е град в Южна Каролина, Съединени американски щати, административен център на окръг Грийнвил. Населението му е 70 720 души към 2020 г.

## Личности
Родени
- Кевин Гарнет (р. 1976 г.), баскетболист
- Джеси Джексън (р. 1941 г.), политик
- Чарлз Хард Таунс (1915 – 2015 г.), физик
- Джон Б. Уотсън (1878 – 1958 г.), психолог

## Побратимени градове
- Бергамо, Италия